# Beinahe ein Vorzugsschüler
Beinahe ein Vorzugsschüler oder Pièce touchée ist ein Roman eines unauffälligen Menschen von Max Brod aus dem Jahr 1952. Brod lebt in Israel und denkt oft an seine Heimatstadt Prag. Anscheinend trifft er einen alten Schulfreund  in Tel-Aviv und er durchlebt geistig seine Schulzeit  noch einmal im Andenken an diesen unauffälligen, sensiblen Menschen. Dann wird aber offenbar, dass dieser nicht dort sein kann. Er ist ein Opfer des Holocaust geworden.

## Inhalt

### In Israel
Der Ich-Erzähler Brod lebt seit mehreren Jahren in Tel-Aviv. Wieder einmal fallen Schüsse von Jaffa her. Nach einem sonnigen Vormittag setzt kaltes Nebelwetter ein. Brod kennt das aus Prag, nicht jedoch aus Israel. Brod verweilt im Nebel, denn er steht vor seinem Traumhaus. Eigentlich ist es eher eine hässliche Gruppierung alter Häuser. Aber sie erinnern ihn an die alten Häuser in Prag und an Zeichnungen aus seinen Jugendbüchern. Er träumt sich hinein in sie und möchte dort wohnen. Es kommen ihm wieder die kriegerischen Auseinandersetzungen in den Sinn und wie die Bevölkerung unaufgeregt auf die Bedrohung reagiert.
Es öffnet sich eine niedrige Tür und vor ihm steht sein Schulfreund Viktor Freud. Brod bedrängt ihn mit vielen Fragen und Vorschlägen für gemeinsame Aktivitäten. Viktor reagiert hinhaltend. Ein Satz von ihm ist auffällig: „Diese Leute wissen nichts von uns“. Brod möchte gern die Aufzeichnungen Viktors über seinen hiesigen Aufenthalt sehen und Viktor verschwindet wieder im Haus.
Brod wartet draußen und seine Schulzeit und seine Verbindung zu Viktor Freud ziehen in seinen Gedanken vorbei.

### Die Schulzeit
Brod erinnert sich an den „guten Freund, den sanften, edlen Menschen, der immer im Schatten stand.“ Im Gymnasium erfährt er vom Professor Proft hämische Kommentare bezüglich seines Namens, seiner Herkunft und seiner Religion. Der arrogante Liebling der Klasse, Hummel, will Viktor einen Spitznamen verpassen, den dieser aber nicht schätzt und so kommt es zu einer wütenden Rauferei. Man einigt sich auf den Namen „Vikmath“.
Vikmath bleibt für mehrere Jahre für Brod unauffällig.
Brod ist die ganzen Gymnasialzeiten hindurch ein sogenannter Vorzugsschüler.
Vikmath ist zwar ein guter Schüler, aber das Stadium des Vorzugsschülers erreicht er nie. Es ist ein kompliziertes Verfahren, nach dem dieses Prädikat vergeben wird, dem er nie ganz genügt.
Er hat aber ein Talent, mit dem er seine Klassenkameraden bestens unterhält, nämlich das Nachahmen der verschiedenen Professoren. Außerdem ist er Mitglied in einem (eigentlich für Schüler verbotenen) Schachklub. Er trifft dort den gefürchteten Lehrer Cisek, und der akzeptiert ihn sofort als Schachpartner. Eine bekannte Schachregel „berührt, geführt“ (pièce touchée piéce jouée), spielt im weiteren Verlauf noch mehrfach eine Rolle, wenn es gilt eine Linie beizubehalten.
Das Gymnasium offensichtlich altsprachlich und der Antike zugeneigt, hat eine Reihe von Professoren, die als recht skurril bezeichnet werden können und die auch von den Schülern belächelt werden, mit 2 Ausnahmen. Da ist der unberechenbare Proft und der allgemein geschätzte, moderne Kotyka. Proft inszeniert eine Abfrage von Lehrstoff, den die jüdischen Schüler, die an ihren Feiertagen nicht zur Schule gehen müssen, nicht mitbekommen. Er prüft nun gerade diese Schüler und verteilt schlechte Noten. Brod thematisiert das in der Klasse und zieht sich Profs Zorn zu. Nach dieser Episode kommt Vikmath anerkennend auf Brod zu und von da an festigt sich ihre Freundschaft.

### Jugendliche Aktivitäten
Vikmath nimmt Brod mit zu einem geheimen Treffen des „Freisozialistischen Klubs“.
Hier trifft man den fortschrittlichen Lehrer Kotyka.
Die Schüler gestalten eine „Kneippzeitung“, die sie auch selbst drucken. Der schöne arrogante Hummel will ständig seine eigenen Dichtungen darin veröffentlicht sehen. Vikmaths Beiträge werden aber allgemein für besser gehalten.
Man trifft sich in Hummels Wohnung zur gemeinsamen Matura-Vorbereitung. Dort lernt Brod die schöne Schwester Hummels kennen, eine Bildhauerin. Er verliebt sich in sie und auch sie scheint ihn auf eine eigenwillige Art geneigt zu sein.
Es kommt zu einer Kontroverse zwischen Hummel und Vikmath, wessen Traktat veröffentlicht werden soll. In dem Zug beschuldigt Hummel Vikmath von den freiheitlichen Gedanken des Lehrers Kotyla und des „Freiheitlichen sozialistischen Klubs“ beeinflusst zu sein. Er kannte also das Geheimnis. Und seine Schwester fragt Brod angeblich interessehalber nach diesem Klub. Aber er ist skeptisch und weicht ihr aus. Sie hält sich nun an Vikmath und erscheint tatsächlich in dem Klub.
Die genauen Abläufe und Schuldfragen kann Brod dann nicht mehr verifizieren. Die Disziplinarkommission der Pragen Gymnasien überprüft den Klub und seine Besucher. Es kann zu Ausschluss aus den städtischen Gymnasien führen. Vikmath ist schon ein längerjähriges Mitglied und ihn trifft dies. Brod ist erst kurzzeitig dabei, daher wird er nicht belangt.
Brod hat große Angst um seinen Freund und fürchtet, der könnte Selbstmord begehen, aber Vikmath hat diese Situation und seine Verbannung an ein Gymnasium außerhalb von Prag mit großer Gelassenheit hingenommen und dann dort Matura bestanden.

### Jahre in der Tschechoslowakei
Brod erlebt Vikmath, der studiert und wieder ins Lehramt den Weg findet. Zu Frauen hat er keinen Zugang gesucht. Also Fortführung seines in der Jugend entwickelten Werdeganges getreu der eingangs genannten Schachregel.
Eine neue Aktivität kommt allerdings hinzu, nämlich die Mitarbeit in dem Verein Bar Kochba, für den er auch Brod schnell begeistert. Dort werden neben alter jüdischer Lehre auch die Thesen von Theodor Herzl und die Zukunft der Juden diskutiert.
Vikmath wird Direktor eines Gymnasiums in Eger in der Tschechoslowakei. In diesem Randbereich (Sudetenland) ereignen sich zunehmend antisemitische Vorgänge. 1938 besetzt Hitler das Sudetenland. Die dortigen Juden ziehen sich nach Prag zurück. Nach dem deutschen Einmarsch in Prag gelang es einigen wenigen Juden auszureisen, unter ihnen auch Brod, nicht jedoch Vikmath. Er wird nach Theresienstadt deportiert, er dürfte wohl in Auschwitz zu Tode gekommen sein.
Brod steht immer noch vor seinem Lieblingshaus, aber es ist klar, dass Vikmath nicht erscheinen wird.

## Textbeschreibung
Hier wird einerseits ein Milieu beschrieben, das an Schülerromane der Jahrhundertwende von Autoren wie Franz Werfel oder Robert Musil und Robert Walser denken lässt. Darüber hinaus wird Brod von seinem Freund an gesellschaftspolitische Ideale, insbesondere den Zionismus und eine Auseinandersetzung mit der jüdischen Identität herangeführt.
Es ist ein Buch über Seelenverwandtschaft, über Freude an geistiger Verbundenheit zwischen zwei Menschen, die ähnlich denken und empfinden. Brod bewundert seinen Schulkameraden mit seiner klug-abwägenden Art. Er spürt, dass der ihm, dem tatsächlichen Vorzugsschüler und Überflieger, in gewisser Weise überlegen ist.
Später allein in Palästina fühlt sich Brod aufgenommen, aber er hat doch Heimweh nach dem alten Prag. Einem düsteren Prag mit seiner Geschichte, die ein rücksichtsloser Kriegsunternehmer Wallenstein mitgeprägt hat.
Es geht hier um eine Männerfreundschaft. Frauen bleiben dabei im Hintergrund. Und wo sie auftauchen spielen sie eine zwielichtige Rolle, wie die Bildhauerin, Hummels Schwester, oder die namenlose Dame am Egerer Bahnhof.

## Ausgaben
- Max Brod: Beinahe ein Vorzugsschüler. Bastei-Verlag Lübbe, Bergisch Gladbach  1975, ISBN 3-404-00219-9.
- Max Brod: Der Sommer den man zurückwünscht / Beinahe ein Vorzugsschüler. Wallstein-Verlag, Göttingen 2014, ISBN 978-3-8353-1338-5.